# Andy Biersack
Andrew Dennis Biersack (Cincinnati, Ohio, Estados Unidos, 26 de diciembre de 1990) es un cantante, compositor, bajista, pianista y actor estadounidense, conocido por ser el líder y vocalista de la banda de metal alternativo Black Veil Brides.

## Primeros años
Biersack nació el 26 de diciembre de 1990 en la ciudad de Cincinnati, Ohio. En sus años de primaria asistió a una escuela católica, de la cual ha hablado en numerosas ocasiones en entrevistas. También mencionó que su profesor de preescolar tuvo gran influencia en su creatividad. Debido a la forma en que vestía y la música que escuchaba (The Misfits, Avenged Sevenfold, The Damned, Dropkick Murphys, etc.), fue víctima de bullying durante la escuela. Este bullying se escenificó en el vídeo musical del sencillo "Knives and Pens". En la escuela secundaria, Biersack asistió a la Escuela de Artes Creativas y Artísticas de Cincinnati, y se especializó en teatro y música vocal. Dejó la escuela antes de graduarse para mudarse a Los Ángeles para continuar su potencial de carrera, dos días después de cumplir los 18 años.

## Carrera

### Black Veil Brides
A los 16 años, Biersack y algunos de sus amigos formaron su primera banda, llamada "Biersack" (a pesar de que sólo tocaron un concierto). Este proyecto finalmente se convirtió en lo que más tarde sería conocido como Black Veil Brides. En septiembre de 2009, Black Veil Brides firmó con el sello independiente StandBy Records. El proceso de escritura para una gira y un disco comenzó inmediatamente. En 2009, lanzaron su primer vídeo musical "Knives and Pens", que hasta la fecha ha ganado más de 100 millones de visitas combinadas. La banda se embarcó en su primera gira por Estados Unidos, titulado "On Leather Wings". 
El álbum debut del grupo We Stitch These Wounds fue lanzado el 20 de julio de 2010, y vendieron más de 10 000 copias en su primera semana, situándose en el puesto número 36 en el Billboard Top 200, y el número 1 en la lista Billboard Independiente. El segundo álbum de la banda, Set The World On Fire fue lanzado el 14 de junio de 2011 hasta la Lava Music/Universal Republic Records. El tercer álbum, Wretched and Divine: The Story of the Wild Ones, fue lanzado el 8 de enero de 2013. el siguiente álbum se nominó , Black Veil Brides o BVB4, salió un año después el 28 de octubre de 2014, su siguiente álbum Vale fue lanzado el 12 de enero de 2018

### Solista
En mayo de 2014, Biersack reveló a la revista Kerrang! que había estado trabajando en nueva música fuera de Black Veil Brides, de la que se llamará 'Andy Black'. Él explica que su proyecto en solitario tendrá un sonido radicalmente diferente en comparación con la banda, y que él sentía que no podía crear ese sonido dentro de la banda, por lo que decidió tomarlo como un artista en solitario. La inspiración de Andy para este proyecto fue su amor por los años 80, la música gótica estará trabajando con el exproductor de Black Veil Brides John Feldmann. A pesar de este proyecto, él aseguró a sus fanes que esto no quiere decir que este es su objetivo principal, y que esto es más un hobby o un proyecto paralelo. El 19 de mayo, estrena su primera canción titulada They Don't Need to Understand en línea con un vídeo de la música a través de Hot Topic.

## Filmografía

### Televisión
| Anõ  | Título        | Papel        | Notas           |
| ---- | ------------- | ------------ | --------------- |
| 2020 | Paradise City | Johnny Faust | Papel principal |

### Cinema
| Anõ  | Título              | Papel        | Notas |
| ---- | ------------------- | ------------ | ----- |
| 2012 | Legion of the Black | The Prophet  |       |
| 2017 | American Satan      | Johnny Faust |       |

## Vida personal

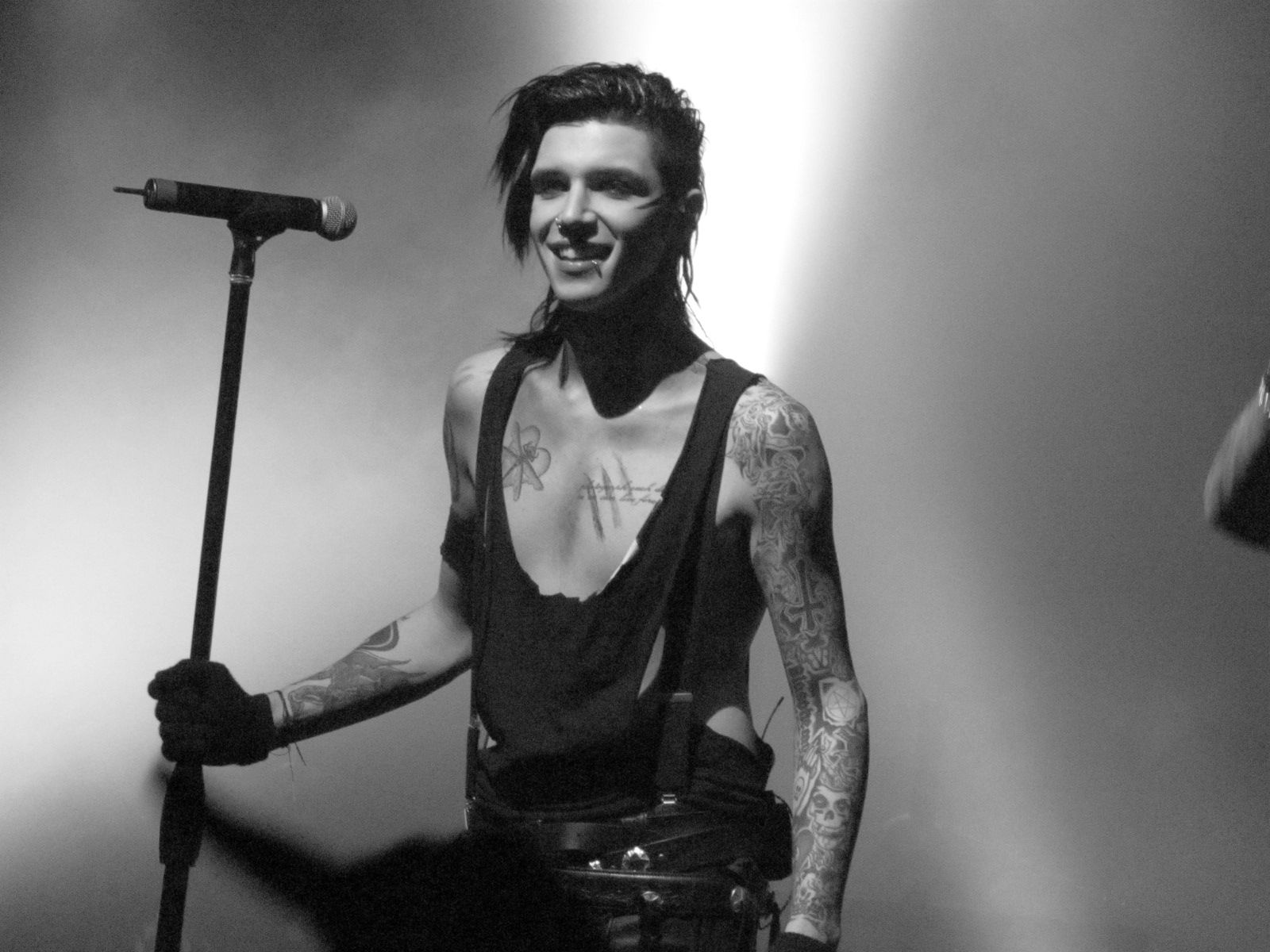
Andy Biersack en 2013

Andy mantiene una relación amorosa con Juliet Simms desde 2011 y se casaron el 16 de abril de 2016.
En una entrevista con la revista Loudwire, Biersack comentó: «No soy una persona religiosa, pero me crie en una familia religiosa. Fui al funeral de mi abuelo, una persona a la que amaba mucho, y todo el mundo estaba hablando de cómo se fue al Cielo y de la forma en la que está ahí. Siempre luché con eso, porque me encantaría creer que mi abuelo está en las nubes jugando "Xbox 460" (Sic) o lo que se suponga que es impresionante y que hay en el Cielo, pero no puedo».
Biersack ha sufrido varias lesiones mientras realizaba presentaciones con Black Veil Brides, la más notable de estas fue su caída de un pilar de 4,6 m el 18 de junio de 2011 en Hollywood. En un intento de saltar de nuevo al escenario, cayó hacia delante y se golpeó el pecho en el borde, lo que resultó en 3 costillas destrozadas (tres abajo a la izquierda), y una desplazada. Esta lesión en particular causó que Black Veil Brides se perdiera la primera semana del Vans Warped Tour de 2011. El 26 de octubre de 2011, en una gira en el Reino Unido, se rompió la nariz al golpearse con la tarima de una batería mientras la banda realizaba un concierto en Luxemburgo, lo que resultó en que la banda perdiese más fechas. Sin embargo, dos días más tarde, se presentó con Black Veil Brides en Londres.
En una entrevista con la revista Revolver, Biersack declaró: 

Nunca me esperaba verme a los 40. Fumo dos paquetes al día y bebo como un camello. Realmente no pienso sobre la muerte. Sé que voy a morir un día, pero si puedo lograr todas mis metas y vivir exactamente de la forma en que quiero antes de eso, no voy a tener nada que lamentar cuando muera. No trato de hacerme daño como Iggy Pop o Marilyn Manson o cualquier cosa. Es sólo el subproducto del caos de estar en el escenario.

El nombre artístico de Biersack antes era "Andy Six", hasta alrededor de 2011, cuando decidió que prefería ser llamado por su apellido de nacimiento, Andy Biersack, aunque todavía acepta "Six" como apodo.

## Discografía
Black Veil Brides
- 2007: Sex & Hollywood
- 2010: We Stitch These Wounds
- 2011: Set The World On Fire
- 2011: Rebels
- 2013: Wretched and Divine: The Story of the Wild Ones
- 2014: Black Veil Brides IV
- 2018: Vale
- 2019: The Night
- 2020: Re-Stitch These Wounds
- 2021: The Phantom Tomorrow

En solitario
- 2016: The Shadow Side
- 2019: The Ghost of Ohio

### Sencillos

#### Como artista invitado
| Canción   | Año  | Artista      | Álbum              |
| --------- | ---- | ------------ | ------------------ |
| "Asshole" | 2014 | Ronnie Radke | Watch Me - Mixtape |

### vídeos musicales
| Canción                         | Año  | Álbum           | Director        | Tipo        | Enlace |
| ------------------------------- | ---- | --------------- | --------------- | ----------- | ------ |
| «They Don't Need To Understand» | 2014 | —               | Patrick Fogarty | Performance |        |
| «We Don't Have to Dance»        | 2016 | The Shadow Side | Patrick Fogarty | Performance |        |

Westwood Road
2019
Ghost of Ohio
2019

## Reconocimientos
| 2011                                                                                | Andy Biersack | Revolver Magazine's 100 Greatest Living Rock Stars 2011     | Ganador  | —   |
| 2012                                                                                | Andy Biersack | Revolver Magazine's Golden God Awards: Mejor vocalista 2012 | Nominado | —   |
| 2012                                                                                | Andy Biersack | Kerrang! Premio por el hombre más caliente 2012             | Nominado | —   |
| 2012                                                                                | Andy Biersack | Kerrang!'s 50 Greatest Rock Stars in the World Today        | Ganador  | 4th |
| "—" denota una nominación sin lugar o lugares que no eran pertinentes en el premio. |               |                                                             |          |     |